# Großer Preis der USA 2012
Der Große Preis der USA (offiziell 2012 Formula 1 United States Grand Prix) fand am 18. November auf dem Circuit of The Americas in Austin statt und war das 19. Rennen der Formel-1-Weltmeisterschaft 2012.

## Berichte

### Hintergrund
Der Große Preis der USA kehrte 2012 in den Formel-1-Kalender zurück. Unter der Regie von Hermann Tilke entstand der Circuit of The Americas. Der letzte Große Preis der USA hatte 2007 auf dem Indianapolis Motor Speedway stattgefunden.
Nach dem Großen Preis von Abu Dhabi führte Sebastian Vettel in der Fahrerwertung mit zehn Punkten vor Fernando Alonso und mit 57 Punkten vor Kimi Räikkönen. In der Konstrukteurswertung führte Red Bull-Renault mit 82 Punkten vor Ferrari und mit 104 Punkten vor McLaren-Mercedes. Vettel und Red Bull-Renault hatten bei dem Grand Prix die Chance den Weltmeistertitel ihrer Kategorie zu gewinnen.
Beim Großen Preis der USA stellte Pirelli den Fahrern die Reifenmischungen P Zero Hard (silber) und P Zero Medium (weiß) sowie für Nässe Cinturato Intermediates (grün) und Cinturato Full-Wets (blau) zur Verfügung.
Mit Michael Schumacher (fünfmal) und Lewis Hamilton (einmal) traten zwei ehemalige Sieger zu diesem Grand Prix an.
Als Rennkommissare fungierten José Abed (MEX), Garry Connelly (AUS), Emerson Fittipaldi (BRA) und Tim Mayer (USA).

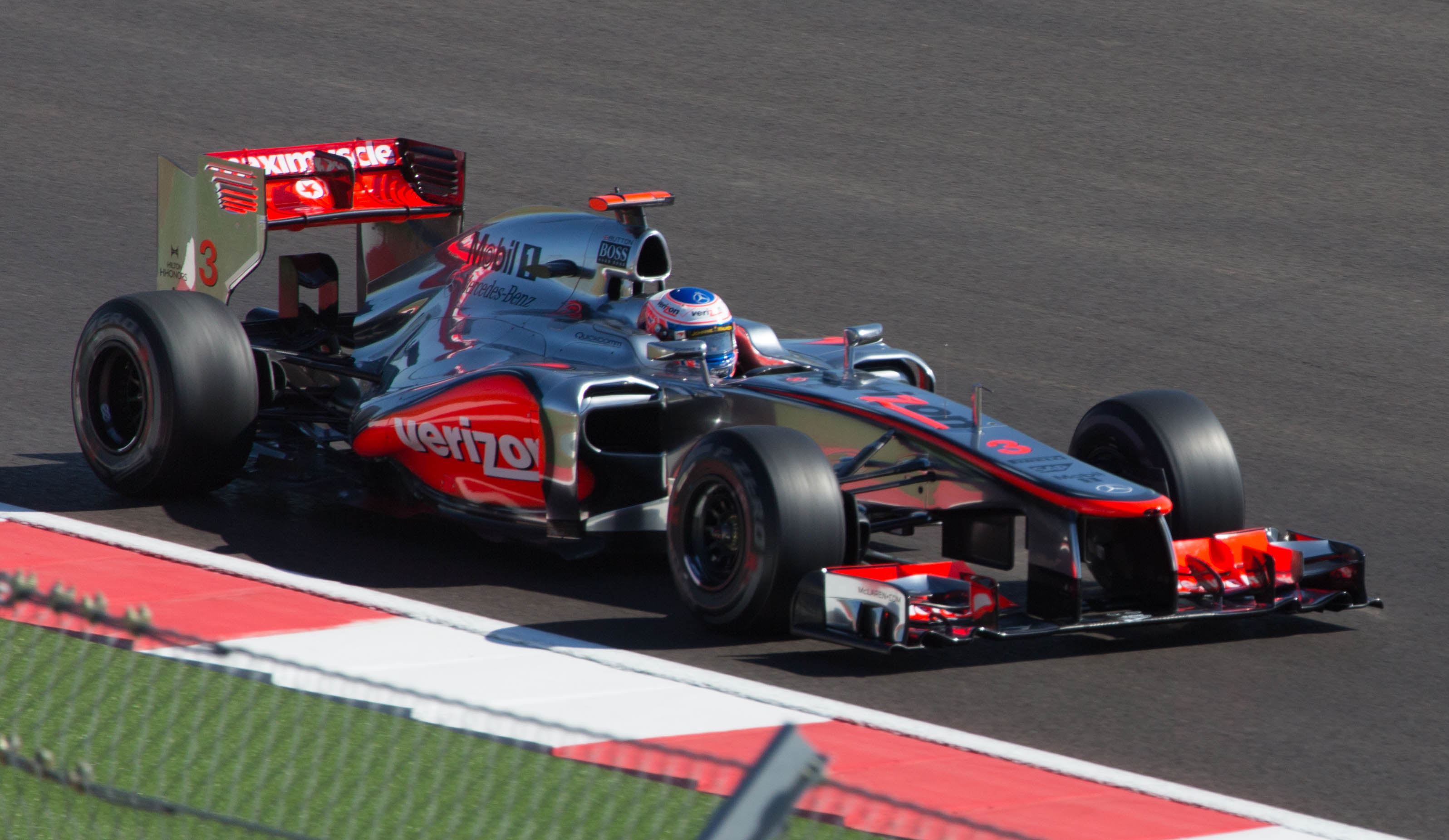
Jenson Button während des Freitagstrainings

### Training
Im ersten Training war die Strecke zunächst rutschig und besaß wenig Grip. Vettel war der schnellste Fahrer vor Hamilton und Alonso. In diesem Training übernahm Qing Hua Ma den HRT von Narain Karthikeyan.
Im zweiten freien Training behauptete Vettel die Führung vor seinem Teamkollegen Mark Webber und Alonso.
Auch im dritten freien Training blieb Vettel vorne. Hamilton wurde Zweiter vor Pastor Maldonado.

### Qualifying
Im ersten Abschnitt des Qualifyings war Vettel schnellster Pilot. Die HRT-, Caterham- und Marussia-Piloten sowie Daniel Ricciardo schieden aus. Im zweiten Segment blieb Vettel vorne. Die Sauber-Piloten sowie Nico Rosberg, Jean-Éric Vergne, Paul di Resta, Jenson Button und Bruno Senna schieden aus. Im dritten Segment behielt Vettel die Führung und sicherte sich die Pole-Position vor Hamilton und Webber.
In der Startaufstellung wurden Romain Grosjean und Felipe Massa aufgrund eines Getriebewechsels um je fünf Positionen nach hinten versetzt. Dabei wurde am Boliden von Massa nicht das Getriebe gewechselt, sondern nur das FIA-Siegel beschädigt. Ferrari entschied sich zu dieser Aktion, um Alonso eine Position nach vorne auf die „saubere“ Startseite zu versetzen.

### Rennen
Beim Start führte Vettel von der Pole-Position und Webber überholte Hamilton, bevor er in die erste Kurve ging. Alonso hatte einen guten Start und machte drei Plätze gut. Vettel baute einen Vorsprung vor Webber aus, bevor Hamilton den Australier in der DRS-Zone auf der langen Geraden in Runde vier überholte. Webber schied später in Runde 17 aus, als KERS abschaltete und schließlich die Lichtmaschine an seinem Wagen ausfiel.
Vettel kam in Runde 22 an die Box, behielt aber die Führung vor Räikkönen, Hamilton, Massa und Alonso. Hamilton konnte Vettel in Runde 42 in der DRS-Zone einholen und überholen und behielt die Führung bis zum Ende. Hamilton gewann sein 21. Rennen, sein letzter Sieg für McLaren, gefolgt von Vettel und Alonso. Die restlichen Punkteplatzierungen belegten Massa, Button, Kimi Räikkönen, Grosjean, Nico Hülkenberg, Maldonado und Senna, welcher seinen letzten Formel-1-Punkt holte.
Während die Weltmeisterschaft der Fahrer offen blieb, sicherte sich Red Bull-Renault den Konstrukteurs-Weltmeistertitel.

## Meldeliste
| Team                          | Nr. | Fahrer             | Chassis           | Motor                | Reifen |
| ----------------------------- | --- | ------------------ | ----------------- | -------------------- | ------ |
| Red Bull Racing               | 01  | Sebastian Vettel   | Red Bull RB8      | Renault 2.4 V8       | P      |
| Red Bull Racing               | 02  | Mark Webber        | Red Bull RB8      | Renault 2.4 V8       | P      |
| Vodafone McLaren Mercedes     | 03  | Jenson Button      | McLaren MP4-27    | Mercedes-Benz 2.4 V8 | P      |
| Vodafone McLaren Mercedes     | 04  | Lewis Hamilton     | McLaren MP4-27    | Mercedes-Benz 2.4 V8 | P      |
| Scuderia Ferrari              | 05  | Fernando Alonso    | Ferrari F2012     | Ferrari 2.4 V8       | P      |
| Scuderia Ferrari              | 06  | Felipe Massa       | Ferrari F2012     | Ferrari 2.4 V8       | P      |
| Mercedes AMG Petronas F1 Team | 07  | Michael Schumacher | Mercedes F1 W03   | Mercedes-Benz 2.4 V8 | P      |
| Mercedes AMG Petronas F1 Team | 08  | Nico Rosberg       | Mercedes F1 W03   | Mercedes-Benz 2.4 V8 | P      |
| Lotus F1 Team                 | 09  | Kimi Räikkönen     | Lotus E20         | Renault 2.4 V8       | P      |
| Lotus F1 Team                 | 10  | Romain Grosjean    | Lotus E20         | Renault 2.4 V8       | P      |
| Sahara Force India F1 Team    | 11  | Paul di Resta      | Force India VJM05 | Mercedes-Benz 2.4 V8 | P      |
| Sahara Force India F1 Team    | 12  | Nico Hülkenberg    | Force India VJM05 | Mercedes-Benz 2.4 V8 | P      |
| Sauber F1 Team                | 14  | Kamui Kobayashi    | Sauber C31        | Ferrari 2.4 V8       | P      |
| Sauber F1 Team                | 15  | Sergio Pérez       | Sauber C31        | Ferrari 2.4 V8       | P      |
| Scuderia Toro Rosso           | 16  | Daniel Ricciardo   | Toro Rosso STR7   | Ferrari 2.4 V8       | P      |
| Scuderia Toro Rosso           | 17  | Jean-Éric Vergne   | Toro Rosso STR7   | Ferrari 2.4 V8       | P      |
| Williams F1 Team              | 18  | Pastor Maldonado   | Williams FW34     | Renault 2.4 V8       | P      |
| Williams F1 Team              | 19  | Bruno Senna        | Williams FW34     | Renault 2.4 V8       | P      |
| Caterham F1 Team              | 20  | Heikki Kovalainen  | Caterham CT01     | Renault 2.4 V8       | P      |
| Caterham F1 Team              | 21  | Witali Petrow      | Caterham CT01     | Renault 2.4 V8       | P      |
| HRT F1 Team                   | 22  | Pedro de la Rosa   | HRT F112          | Cosworth 2.4 V8      | P      |
| HRT F1 Team                   | 23  | Qing Hua Ma        | HRT F112          | Cosworth 2.4 V8      | P      |
| HRT F1 Team                   | 23  | Narain Karthikeyan | HRT F112          | Cosworth 2.4 V8      | P      |
| Marussia F1 Team              | 24  | Timo Glock         | Marussia MR01     | Cosworth 2.4 V8      | P      |
| Marussia F1 Team              | 25  | Charles Pic        | Marussia MR01     | Cosworth 2.4 V8      | P      |

Anmerkungen
1. 1 2  Ma fuhr den HRT mit der Nummer 23 im ersten freien Training. Karthikeyan übernahm das Fahrzeug anschließend für das restliche Rennwochenende.

## Klassifikationen

### Qualifying
| Pos.                                                                      | Fahrer             | Konstrukteur         | Q1       | Q2       | Q3       | Start |
| ------------------------------------------------------------------------- | ------------------ | -------------------- | -------- | -------- | -------- | ----- |
| 01                                                                        | Sebastian Vettel   | Red Bull-Renault     | 1:36,558 | 1:35,796 | 1:35,657 | 01    |
| 02                                                                        | Lewis Hamilton     | McLaren-Mercedes     | 1:37,058 | 1:36,795 | 1:35,766 | 02    |
| 03                                                                        | Mark Webber        | Red Bull-Renault     | 1:37,215 | 1:36,298 | 1:36,174 | 03    |
| 04                                                                        | Romain Grosjean    | Lotus-Renault        | 1:37,486 | 1:36,906 | 1:36,587 | 08    |
| 05                                                                        | Kimi Räikkönen     | Lotus-Renault        | 1:38,051 | 1:37,404 | 1:36,708 | 04    |
| 06                                                                        | Michael Schumacher | Mercedes             | 1:37,927 | 1:37,102 | 1:36,794 | 05    |
| 07                                                                        | Felipe Massa       | Ferrari              | 1:37,667 | 1:36,549 | 1:36,937 | 11    |
| 08                                                                        | Nico Hülkenberg    | Force India-Mercedes | 1:37,756 | 1:37,066 | 1:37,141 | 06    |
| 09                                                                        | Fernando Alonso    | Ferrari              | 1:37,968 | 1:37,123 | 1:37,300 | 07    |
| 10                                                                        | Pastor Maldonado   | Williams-Renault     | 1:37,537 | 1:37,011 | 1:37,842 | 09    |
| 11                                                                        | Bruno Senna        | Williams-Renault     | 1:37,520 | 1:37,604 | –        | 10    |
| 12                                                                        | Jenson Button      | McLaren-Mercedes     | 1:37,565 | 1:37,616 | –        | 12    |
| 13                                                                        | Paul di Resta      | Force India-Mercedes | 1:38,104 | 1:37,665 | –        | 13    |
| 14                                                                        | Jean-Éric Vergne   | Toro Rosso-Ferrari   | 1:38,434 | 1:37,879 | –        | 14    |
| 15                                                                        | Sergio Pérez       | Sauber-Ferrari       | 1:38,500 | 1:38,206 | –        | 15    |
| 16                                                                        | Kamui Kobayashi    | Sauber-Ferrari       | 1:38,418 | 1:38,437 | –        | 16    |
| 17                                                                        | Nico Rosberg       | Mercedes             | 1:38,862 | 1:38,501 | –        | 17    |
| 18                                                                        | Daniel Ricciardo   | Toro Rosso-Ferrari   | 1:39,114 | –        | –        | 18    |
| 19                                                                        | Timo Glock         | Marussia-Cosworth    | 1:40,056 | –        | –        | 19    |
| 20                                                                        | Charles Pic        | Marussia-Cosworth    | 1:40,664 | –        | –        | 20    |
| 21                                                                        | Witali Petrow      | Caterham-Renault     | 1:40,809 | –        | –        | 21    |
| 22                                                                        | Heikki Kovalainen  | Caterham-Renault     | 1:41,166 | –        | –        | 22    |
| 23                                                                        | Pedro de la Rosa   | HRT-Cosworth         | 1:42,011 | –        | –        | 23    |
| 24                                                                        | Narain Karthikeyan | HRT-Cosworth         | 1:42,740 | –        | –        | 24    |
| 107-Prozent-Zeit: 1:43,317 min (bezogen auf Q1-Bestzeit von 1:36,558 min) |                    |                      |          |          |          |       |

Anmerkungen
1. ↑  Grosjean wurde aufgrund eines Getriebewechsels um fünf Positionen nach hinten versetzt.
2. ↑  Massa wurde aufgrund eines Getriebewechsels um fünf Positionen nach hinten versetzt.

1. 1 2 3 4 5 6 7 8 9 10 11 12 13 14 15 16 17 18 19 20  Rennwagen mit KERS

### Rennen
| Pos. | Fahrer             | Konstrukteur         | Runden | Stopps | Zeit        | Start | Schnellste Runde |
| ---- | ------------------ | -------------------- | ------ | ------ | ----------- | ----- | ---------------- |
| 01   | Lewis Hamilton     | McLaren-Mercedes     | 56     | 1      | 1:35:55,269 | 02    | 1:39,709 (55.)   |
| 02   | Sebastian Vettel   | Red Bull-Renault     | 56     | 1      | + 0,675     | 01    | 1:39,347 (56.)   |
| 03   | Fernando Alonso    | Ferrari              | 56     | 1      | + 39,229    | 07    | 1:39,672 (56.)   |
| 04   | Felipe Massa       | Ferrari              | 56     | 1      | + 46,013    | 11    | 1:39,402 (56.)   |
| 05   | Jenson Button      | McLaren-Mercedes     | 56     | 1      | + 56,432    | 12    | 1:40,150 (54.)   |
| 06   | Kimi Räikkönen     | Lotus-Renault        | 56     | 1      | + 1:04,425  | 04    | 1:39,474 (56.)   |
| 07   | Romain Grosjean    | Lotus-Renault        | 56     | 1      | + 1:10,313  | 08    | 1:40,625 (55.)   |
| 08   | Nico Hülkenberg    | Force India-Mercedes | 56     | 1      | + 1:13,792  | 06    | 1:41,048 (53.)   |
| 09   | Pastor Maldonado   | Williams-Renault     | 56     | 1      | + 1:14,525  | 09    | 1:40,719 (53.)   |
| 10   | Bruno Senna        | Williams-Renault     | 56     | 1      | + 1:15,133  | 10    | 1:40,745 (53.)   |
| 11   | Sergio Pérez       | Sauber-Ferrari       | 56     | 1      | + 1:24,341  | 15    | 1:40,701 (53.)   |
| 12   | Daniel Ricciardo   | Toro Rosso-Ferrari   | 56     | 1      | + 1:24,525  | 18    | 1:40,772 (53.)   |
| 13   | Nico Rosberg       | Mercedes             | 56     | 1      | + 1:25,510  | 17    | 1:40,428 (51.)   |
| 14   | Kamui Kobayashi    | Sauber-Ferrari       | 55     | 1      | + 1 Runde   | 16    | 1:40,315 (55.)   |
| 15   | Paul di Resta      | Force India-Mercedes | 55     | 2      | + 1 Runde   | 13    | 1:40,594 (55.)   |
| 16   | Michael Schumacher | Mercedes             | 55     | 2      | + 1 Runde   | 05    | 1:40,923 (54.)   |
| 17   | Witali Petrow      | Caterham-Renault     | 55     | 1      | + 1 Runde   | 21    | 1:42,824 (55.)   |
| 18   | Heikki Kovalainen  | Caterham-Renault     | 55     | 1      | + 1 Runde   | 22    | 1:43,072 (50.)   |
| 19   | Timo Glock         | Marussia-Cosworth    | 55     | 1      | + 1 Runde   | 19    | 1:43,324 (40.)   |
| 20   | Charles Pic        | Marussia-Cosworth    | 54     | 1      | + 2 Runden  | 20    | 1:42,481 (54.)   |
| 21   | Pedro de la Rosa   | HRT-Cosworth         | 54     | 1      | + 2 Runden  | 23    | 1:44,664 (43.)   |
| 22   | Narain Karthikeyan | HRT-Cosworth         | 54     | 1      | + 2 Runden  | 24    | 1:44,508 (51.)   |
| –    | Mark Webber        | Red Bull-Renault     | 16     | 0      | DNF         | 03    | 1:43,599 (13.)   |
| –    | Jean-Éric Vergne   | Toro Rosso-Ferrari   | 14     | 0      | DNF         | 14    | 1:44,775 (12.)   |

Anmerkungen
1. 1 2 3 4 5 6 7 8 9 10 11 12 13 14 15 16 17 18 19 20  Rennwagen mit KERS

## WM-Stände nach dem Rennen
Die ersten zehn des Rennens bekamen 25, 18, 15, 12, 10, 8, 6, 4, 2 bzw. 1 Punkt(e).

### Fahrerwertung
| Pos. | Fahrer           | Konstrukteur         | Punkte |
| ---- | ---------------- | -------------------- | ------ |
| 01   | Sebastian Vettel | Red Bull-Renault     | 273    |
| 02   | Fernando Alonso  | Ferrari              | 260    |
| 03   | Kimi Räikkönen   | Lotus-Renault        | 206    |
| 04   | Lewis Hamilton   | McLaren-Mercedes     | 190    |
| 05   | Mark Webber      | Red Bull-Renault     | 167    |
| 06   | Jenson Button    | McLaren-Mercedes     | 163    |
| 07   | Felipe Massa     | Ferrari              | 107    |
| 08   | Romain Grosjean  | Lotus-Renault        | 96     |
| 09   | Nico Rosberg     | Mercedes             | 93     |
| 10   | Sergio Pérez     | Sauber-Ferrari       | 66     |
| 11   | Kamui Kobayashi  | Sauber-Ferrari       | 58     |
| 12   | Nico Hülkenberg  | Force India-Mercedes | 53     |
| 13   | Paul di Resta    | Force India-Mercedes | 46     |

| Pos. | Fahrer             | Konstrukteur       | Punkte |
| ---- | ------------------ | ------------------ | ------ |
| 14   | Pastor Maldonado   | Williams-Renault   | 45     |
| 15   | Michael Schumacher | Mercedes           | 43     |
| 16   | Bruno Senna        | Williams-Renault   | 31     |
| 17   | Jean-Éric Vergne   | Toro Rosso-Ferrari | 12     |
| 18   | Daniel Ricciardo   | Toro Rosso-Ferrari | 10     |
| 19   | Timo Glock         | Marussia-Cosworth  | 0      |
| 20   | Heikki Kovalainen  | Caterham-Renault   | 0      |
| 21   | Witali Petrow      | Caterham-Renault   | 0      |
| 22   | Jérôme D’Ambrosio  | Lotus-Renault      | 0      |
| 23   | Charles Pic        | Marussia-Cosworth  | 0      |
| 24   | Narain Karthikeyan | HRT-Cosworth       | 0      |
| 25   | Pedro de la Rosa   | HRT-Cosworth       | 0      |

### Konstrukteurswertung
| Pos. | Konstrukteur     | Punkte |
| ---- | ---------------- | ------ |
| 01   | Red Bull-Renault | 440    |
| 02   | Ferrari          | 367    |
| 03   | McLaren-Mercedes | 353    |
| 04   | Lotus-Renault    | 302    |
| 05   | Mercedes         | 136    |
| 06   | Sauber-Ferrari   | 124    |

| Pos. | Konstrukteur         | Punkte |
| ---- | -------------------- | ------ |
| 07   | Force India-Mercedes | 99     |
| 08   | Williams-Renault     | 76     |
| 09   | Toro Rosso-Ferrari   | 22     |
| 10   | Marussia-Cosworth    | 0      |
| 11   | Caterham-Renault     | 0      |
| 12   | HRT-Cosworth         | 0      |